# Castillo de Polop
El castillo de Polop en la provincia de Alicante es una fortaleza de origen musulmán construida a principios del siglo XII que se sitúa en un cerro junto a la población.

## Descripción
De planta casi circular, adaptada a la cumbre del cerro donde se sitúa, contaba con dos recintos de pequeño tamaño, conservándose tramos de muralla de mampostería y tapial, si bien del recinto exterior quedan escasos restos al haberse utilizado como acceso al viejo cementerio situado al interior.
En el interior se conserva el aljibe y una torre de planta cuadrada.